# Abus sexuels sur mineurs dans l'Église catholique aux États-Unis
Pour un article plus général, voir Abus sexuels sur mineurs dans l'Église catholique.
Les abus sexuels sur mineurs dans l'Église catholique aux États-Unis désignent des agressions sexuelles de mineurs, commises au sein de l'Église catholique par certains de ses clercs et agents pastoraux.
En 2002, le John Jay report dénombre, pour la période 1950 à 2002, 13 000 abus sexuels avec 10 000 victimes et 5 000 prêtres agresseurs sexuels, soit 4 % du clergé américain.

## Historique
En 1985, Thomas Patrick Doyle, prêtre catholique et spécialiste de droit canon, rédige avec F. Ray Mouton Jr. et le père Michaël Peterson un rapport de 92 pages sur les nombreux abus sur mineurs commis par des membres du clergé aux États-Unis.
Le document est envoyé aux évêques américains, certains l'accueillant favorablement. Toutefois, ses conclusions ne seront pas suivies par la conférence épiscopale américaine,.
Les auteurs proposaient, entre autres, la création d'une commission nationale pour répondre aux plaintes déposées dans toute l'Église aux États-Unis. Les évêques préfèrent cependant agir de façon indépendante dans leurs diocèses, avec leurs propres experts,. Ce rapport dénonçait pourtant une négligence dans le traitement des affaires et préconisait des mesures qui seront prises plus tard, après les premiers scandales importants des années 1990. Thomas Doyle devient par la suite l'un des porte-paroles des associations de victimes.
Le John Jay report est réalisé par le John Jay College of Criminal Justice de New York, une structure extérieure à l’Église. Le rapport est élaboré à partir des archives de 97 % des diocèses américains entre 1950 et 2002. Il est dénombré 13 000 abus sexuels avec 10 000 victimes et 5 000 prêtres agresseurs sexuels, soit 4 % du clergé américain.

## Chronologie des affaires
Les premières affaires médiatisées de pédocriminalité dans l'Église catholique aux États-Unis apparaissent à la fin des années 1980. Des procès très médiatisés, comme celui, en 1993, du prêtre Edward Pipala – condamné pour des viols commis sur une dizaine de jeunes garçons – contribuent à donner la parole aux victimes. Elles sont bientôt des centaines à sortir du silence.
En 1993, la conférence épiscopale des États-Unis crée une commission pour lutter contre les abus sexuels dans l'Église (Ad Hoc Committee on Sexual Abuse). La même année, Jean-Paul II, répondant aux préoccupations des évêques américains, annonce la création d'une commission d'étude pour améliorer les procédures de jugements canoniques des affaires d'abus sexuels. Vers la fin de l'année 1993, cette commission, comprenant des représentants de l'Église américaine et du Saint-Siège, publie des directives pour faciliter la suspension des prêtres fautifs. Le pape approuve ces lignes directrices, sur une base expérimentale, en avril 1994. Les diocèses américains deviennent plus attentifs à la sélection des candidats au sacerdoce. Des tests psychologiques et d'autres moyens de contrôle pour identifier les personnalités à risque sont mis en place. Mais cette prise de conscience n'est pas suffisante et surtout n'est pas encore générale dans l'Église.
- Des années 1950 aux années 2000

- 2002 - Archidiocèse de Boston
  - En février 2002, le scandale des abus sexuels commis par des prêtres américains sur des mineurs éclate dans le diocèse de Boston[8]. Quatre-vingts prêtres du diocèse sont accusés de pédophilie[9]. On reproche au cardinal Law, archevêque de Boston (Massachusetts) d'avoir couvert systématiquement pendant des années des prêtres pédophiles[9]. D'autres évêchés américains, notamment ceux de l'Oregon et de l'État de New York, sont concernés par des accusations du même ordre. En avril 2002, à la suite de ce scandale, le pape Jean-Paul II convoque onze cardinaux américains au Vatican. À cette occasion, il déclare « qu’il n’y a pas de place dans la prêtrise ni dans la vie religieuse pour ceux qui font ou feraient du mal aux jeunes gens »[10]. Le 13 décembre 2002, le cardinal Law démissionne et est muté à Rome pour échapper à la justice[8],[11]. Son successeur, le cardinal O'Malley, dit prier pour la « guérison de l'Église ». En juin 2002, l'Église catholique américaine édite une Charte pour la protection des enfants et des jeunes (Charter for the Protection of Children and Young People). Celle-ci prévoit que tout prêtre soit suspendu dès la première accusation, que la justice civile soit systématiquement saisie et que les séminaristes bénéficient d'un accompagnement psychologique durant leur formation[9]. La conférence épiscopale des États-Unis crée la Commission nationale de révision pour superviser les efforts faits pour protéger les mineurs. Cette commission est composée de laïcs ayant des compétences en matière de droit, d'éducation, de communication et de psychologie.

- - En 2004, le John Jay report, une étude indépendante du John Jay College of Criminal Justice de New York, rendue publique par l'Église catholique américaine, établit à 4 400 le nombre de prêtres accusés d'abus sur des mineurs aux États-Unis entre 1950 et 2002, soit 4 % de l'ensemble des 110 000 prêtres en fonction pendant cette période. Le nombre de mineurs victimes de ces abus est évalué à 11 000[11], 67 % ayant entre 11 et 17 ans[12].
Les victimes des abus sexuels ont reçu des indemnités pour un total de deux milliards de dollars[11].

- - En 2007, l’archidiocèse de Los Angeles a réglé, 600 millions de dollars à environ 500 victimes d’agressions sexuelles par des prêtres ou des membres du clergé. Puis en 2024, après la promulgation d’une loi en Californie qui leve pour trois ans le délai de prescription pour les agressions sexuelles sur mineurs, l'archidiocèse accepte de verser 880 millions de dollars à 1 353 personnes elles aussi victimes. Ainsi 1,5 milliard de dollars auront été versés pour régler les procés afférents[13],[14].

- 2010
  - Fin mars 2010, le New York Times attire l'attention sur le cas du père Lawrence Murphy (en), ayant commis des abus sexuels sur mineurs entre les années 1950 à 1974, et dont le dossier, envoyé à Rome en 1996, n'aurait pas été traité avec suffisamment de rigueur[15],[16], le Vatican[17],[18], et le journal italien l'Avvenire, d'inspiration catholique, estimant cependant cette interprétation erronée[19],[20],[21].
  - Cette année 2010 connaît aussi une recrudescence des plaintes et des dédommagements pour des faits commis le plus souvent plusieurs décennies auparavant[22]. Parallèlement, la Commission nationale de révision, créée en 2002 par la Conférence épiscopale des États-Unis, poursuit un travail de fond, en lien avec le John Jay College, sur les causes des abus sexuels commis par des prêtres.

- 2012 - Condamnation d'un évêque pour non-dénonciation
  - En septembre 2012, Robert Finn, évêque de Kansas City-St. Joseph et membre de l'Opus Dei devint le premier Prélat américain à être condamné pour ne pas avoir dénoncé à la justice un prêtre pédophile[23],[24],[25]. Le Vatican annoncera sa démission en avril 2015[26]. Le cas de l'évêque Finn était considéré comme particulièrement grave par beaucoup d'observateurs de l'Église[Qui ?], car contrairement à d'autres plaintes contre des évêques survenues dans les décennies précédentes, les faits ont eu lieu après que les évêques américains ont adopté de fermes protocoles anti-abus en 2002[27].
- 2018
  - Illinois
Une procureure de l'état de l'Illinois révèle que des accusations d’agression sexuelle sur mineur dans les diocèses de l’Illinois au cours des dernières décennies visent 700 prêtres catholiques. Les diocèses révèlent les noms de 185 d'entre eux[28].
  - Pennsylvanie
En août 2018, une enquête des services du procureur de Pennsylvanie dénonce les abus sexuels perpétrés par plus de 300 prêtres et couverts par l’Église catholique; « au moins 1 000 enfants » en ont été victimes, certains avaient moins de 10 ans. Presque tous les cas sont prescrits, mais des dizaines de noms sont dévoilés par les jurés chargés du rapport final[29],[30],[31]. Selon le procureur général de l’État de Pennsylvanie chargé de l’enquête, dans certains cas « le Vatican était au courant des abus et était impliqué dans leur dissimulation »[32]. Une enquête fédérale est ouverte[33].
  - Theodore McCarrick
Le cardinal Theodore McCarrick, 87 ans, est suspendu par le Vatican en juin 2018 après des accusations de violences contre un ancien enfant de chœur[34] remontant à plus de 45 ans[35]. Un autre homme affirme avoir été agressé sexuellement pendant des années alors qu'il était jeune adolescent, notamment lorsqu’il se confessait[34]. Theodore McCarrick dit n'avoir « aucun souvenir d’abus » et clame son innocence[35]. Les diocèses du New Jersey confirment qu'il avait réglé en justice en 2004 et en 2007 deux affaires d'agressions sexuelles de mineurs[36]. L'association Survivors Network of those Abused by Priests rappelle que McCarrick s'était opposé aux réformes des lois sur la prescription des délits d’abus sexuels, alors que Le Monde le décrit au contraire comme ayant été « particulièrement en pointe pour soutenir les mesures prises contre les prêtres pédophiles aux Etats-Unis »[37]. Le pape François accepte sa démission du collège des cardinaux en juillet[37]. Le prêtre new-yorkais Boniface Ramsey (en) affirme avoir alerté le Vatican en 2000, au moment où McCarrick est nommé archevêque de Washington par Jean Paul II, avant même qu'il soit fait cardinal[34]. Le 26 août, l'ancien diplomate du Vatican Carlo Maria Vigano dénonce sur le site National Catholic Register la protection que l'ex-cardinal américain aurait reçue de la haute hiérarchie catholique; il affirme avoir averti François peu après son élection, mais celui-ci a pourtant levé une sanction infligée au prélat américain par Benoît XVI. Le texte évoque avec de « forts relents homophobes » une forme de lobby homosexuel au sein de la haute hiérarchie catholique[38]. L'entourage du pape dément l'existence de sanctions formelles qui auraient été prononcées par Benoît XVI[39]. Le prélat canadien Marc Ouellet prend vivement la défense de François[40]. Le conseil des neuf cardinaux (C9), initialement silencieux, promet de faire la lumière sur cette affaire[39], et, le 6 octobre, ordonne une enquête approfondie[41] dans les quatre diocèses (New York, Metuchen (en), Newark et Washington) où McCarrick a été évêque[34]. Theodore McCarrick est défroqué le 16 février 2019 après que la Congrégation pour la doctrine de la foi l'a reconnu coupable de « sollicitation [d’actes sexuels] en confession »[34], et pour avoir commis des violences sexuelles sur des adultes (d’anciens séminaristes) « avec la circonstance aggravante de l’abus de pouvoir »[34]. Il vit depuis reclus au secret, dans une communauté. En juillet 2021, McCarrick est inculpé d’agression sexuelle, remontant aux années 1970, sur un adolescent de 16 ans[42].
- 2021
  - En avril 2021, Howard Hubbard, ancien évêque du diocèse catholique d'Albany dans l'État de New York,  indique, devant la cour suprême de l’État de New York, que de 1977 à 2002, il est informé d’abus sexuels commis sur des mineurs par des membres de l'Église catholique. Il changeait alors de paroisse les prêtres incriminés sans les dénoncer à la police ni les renvoyer[43].
- 2022
  - En octobre 2022, il est décidé  par la justice que les prêtres accusés d’abus sexuels dans le diocèse de Buffalo seront surveillés par un contrôleur indépendant. Par ailleurs, Richard Joseph Malone (en), ancien évêque de Buffalo, et Edward Grosz, son auxiliaire, ne doivent plus assurer des responsabilités dans des œuvres de charité religieuses ou laïques dans l’État de New York[44].

## Documentaire
- Twist of Faith réalisé par Kirby Dick en 2004.

### Note
1. ↑  « Among the insights in this document are clear statements that while help can be provided for abusive priests, there is “no hope” for a cure for some of them, that a bishop “should suspend immediately” a priest accused of sexual abuse when “the allegation has any possible merit or truth”, and that “In this sophisticated society a media policy of silence implies either necessary secrecy or cover-up.” It said, “clichés such as ‘no comment’ must be cast away.” » — Thomas C. Fox, What they knew in 1985, NCR Online, 17 mai 2002 (lire en ligne).